# دلس (ماهشهر)
دلس یک روستا در ایران است که در شهرستان بندر ماهشهر استان خوزستان واقع شده‌است. دلس ۴۶ نفر جمعیت دارد.

## جمعیت
این روستا در دهستان جراحی قرار دارد و براساس سرشماری مرکز آمار ایران در سال ۱۳۸۵، جمعیت آن ۴۶ نفر (۷ خانوار) بوده‌است.